# Delissea undulata
Delissea undulata är en klockväxtart som beskrevs av Charles Gaudichaud-Beaupré. Delissea undulata ingår i släktet Delissea, och familjen klockväxter. Inga underarter finns listade i Catalogue of Life.